# Viaje de estudios (álbum)
Viaje de estudios es el álbum debut de la banda Lori Meyers, lanzado en 2004 en España. 

## Lista de canciones
1. «Viaje de estudios» - 3:56
2. «Ya lo sabes» - 2:44
3. «Tokio ya no nos quiere» - 4:14
4. «Dos hombres con sombrero» - 4:19
5. «Mujer esponja» - 3:54
6. «Parapapa» - 4:35
7. «De superhéroes» - 4:03
8. «Canadá» -3:07
9. «Ham'a'Cuckoo» - 3:51
10. «Zona errónea» - 4:05
11. «¿Dónde están mis maletas?» - 3:27